# Mantidactylus brevipalmatus
Mantidactylus brevipalmatus là một loài ếch trong họ Mantellidae. Chúng là loài đặc hữu của Madagascar.
Các môi trường sống tự nhiên của chúng là các khu rừng vùng núi ẩm nhiệt đới hoặc cận nhiệt đới, đồng cỏ ở cao nhiệt đới hoặc cận nhiệt đới, sông, đầm nước, vùng đồng cỏ, và các khu rừng trước đây bị suy thoái nặng nề.